# إليزابيث كاي
إليزابيث كاي (بالإنجليزية: Elizabeth Kay)‏ هي كاتبة للأطفال وكاتِبة بريطانية، ولدت في 9 يوليو 1949 في لندن في المملكة المتحدة.